# 1631 en musique classique
| \| • Retour à la chronologie générale de la musique classique • \| |
| Grèce • Rome • Haut Moyen Âge • VIIIe siècle • IXe siècle • Xe siècle • XIe siècle XIIe siècle • XIIIe siècle • XIVe siècle • XVe siècle • XVIe siècle • XVIIe siècle XVIIIe siècle • XIXe siècle • XXe siècle • XXIe siècle |
| • Retour à la chronologie générale de la musique classique • |

| Années en musique classique : 1628 - 1629 - 1630 - 1631 - 1632 - 1633 - 1634    |
| Décennies en musique classique : 1600 - 1610 - 1620 - 1630 - 1640 - 1650 - 1660 |

## Œuvres
- Den bliiden requiem, de Tiburtius van Brussel.
- Hanaq Pachaq, hymne à la Vierge Marie écrit en quechua par le père franciscain Juan Pérez Bocanegra, compositeur latino-américain. C'est la plus ancienne œuvre polyphonique publiée connue du Nouveau Monde.
- Parnassus ecclesiasticus, de Herman Hollanders.

## Naissances

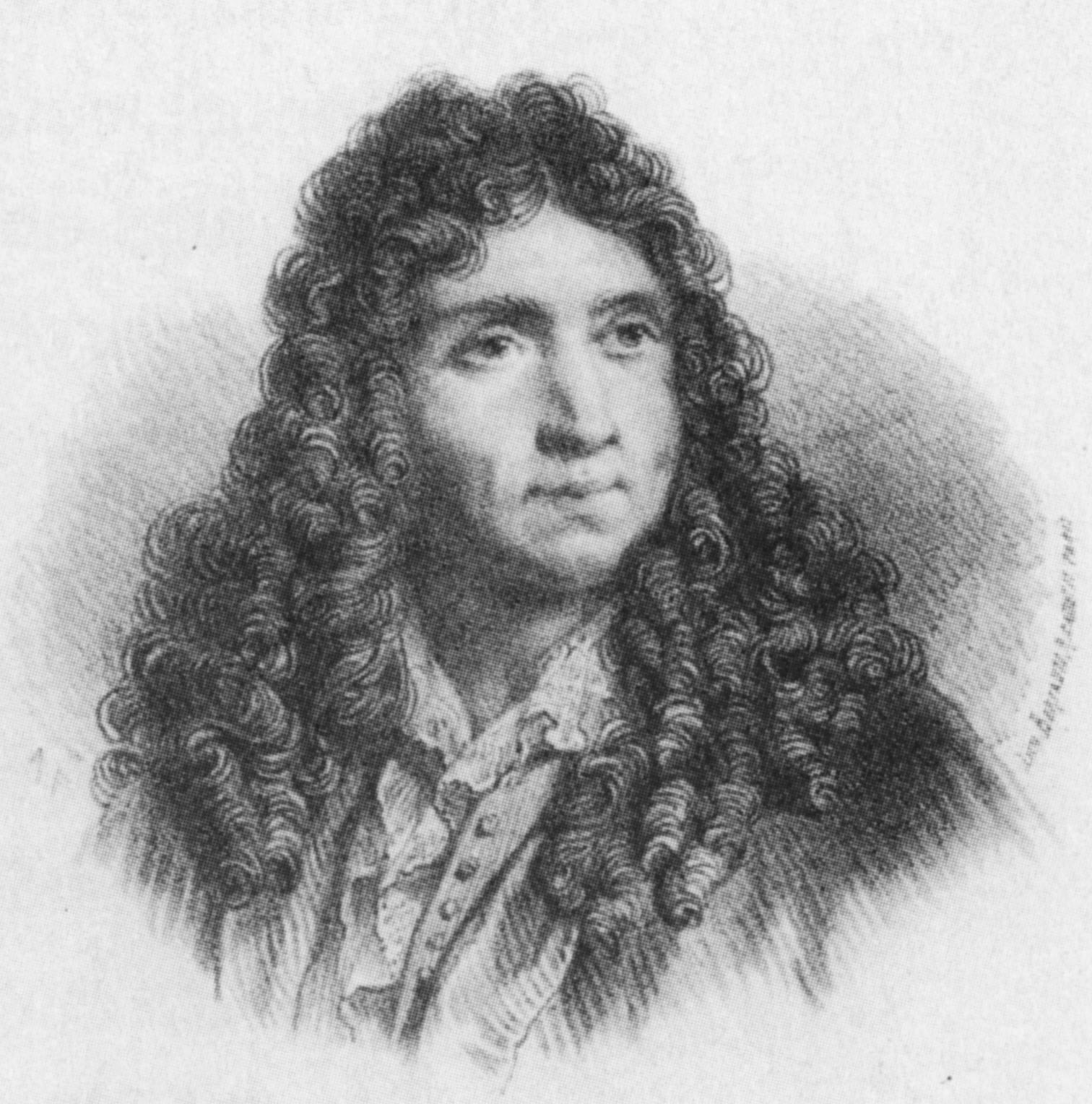
Pierre Beauchamp

- 4 octobre : Sebastian Anton Scherer, organiste et compositeur allemand († 26 août 1712).
- 30 octobre : Pierre Beauchamp, maître à danser français († février 1705).

Date indéterminée :
- Vincenzo Albrici, compositeur et organiste italien.
- Nicolas Lebègue, compositeur, organiste et claveciniste français († 6 juillet 1702).

Vers 1631 :
- Thomas Baltzar, violoniste et compositeur allemand († 24 juillet 1663).

## Décès
- 3 janvier : Michelagnolo Galilei, compositeur et luthiste italien, frère de Galilée (° 18 décembre 1575).

Date indéterminée :
- Juan Pérez Bocanegra, moine franciscain, imprimeur et compositeur espagnol (° 1598).